# Juan de Torrezar Díaz y Pimienta

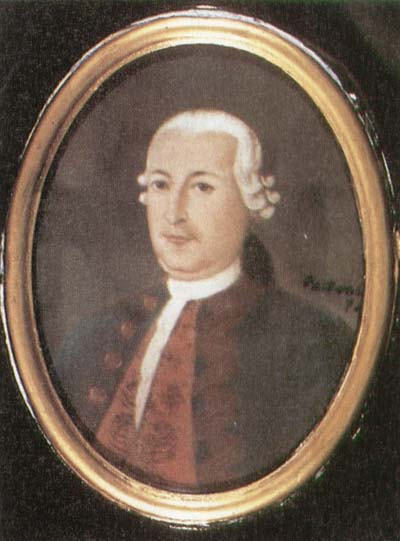
Juan de Torrezar

Juan de Torrezar Díaz y Pimienta (abweichend auch: Torrezal) (* nach 1700 in Spanien; † 11. Juni 1782 in Bogotá, heute Kolumbien) war ein spanischer Offizier und Kolonialverwalter, der wenige Tage lang als Vizekönig von Neugranada amtierte.

## Leben
Über Torrezars Herkunft ist wenig bekannt. Er war Offizier in der königlich spanischen Armee, diente als Oberst im Infanterieregiment von Zamora und war später Brigadegeneral des Heeres und Ritter im Orden Karls III.
Von 1773 an amtierte er als Gouverneur von Cartagena (Kolumbien). 1779 wurde er für seine Verdienste zum Feldmarschall befördert.
Als der Vizekönig Manuel Antonio Flórez seinen Rücktritt erklärte, übergab er das Amt am 1. April 1782 interimistisch an Juan de Torrezar. Torrezar verkündete sofort eine Begnadigung für alle Strafen, die im Zuge der Aufstände der Einheimischen und Siedler (Comuneros) verhängt worden waren.
Zusammen mit seiner schwangeren jungen Frau María Ignacia de Salas, die aus Cartagena stammte, und seinem zweijährigen Sohn verabschiedete er sich aus Cartagena und machte sich feierlich auf den Weg in die Hauptstadt Santa Fé de Bogotá. Während der Reise erlitt seine Frau eine Fehlgeburt.
In Honda wurde das Paar von einer großen Abordnung aus Bogotá, bestehend aus dem Erzbischof Antonio Caballero y Góngora, Beamten und Militärs, empfangen. Torrezar blieb neun Tage in Honda, damit seine Frau sich wieder erholen könne. Nach einem Festmahl erkrankte er plötzlich sehr schwer, erreichte Bogotá am 7. Juni und starb dort vier Tage später. Ärzte nannten eine Infektion als Todesursache. Als Nachfolger hatte Vizekönig Flórez den Erzbischof Caballero bestimmt.